# Casacastalda
Casacastalda is een plaats (frazione) in de Italiaanse gemeente Valfabbrica.